# Aarno Ahtaja
Aarno Veli Ahtaja, tidigare Ahlgrén, född 21 oktober 1898 i Åbo, död 5 mars 1978 i Helsingfors, var en finländsk målare.
Ahtaja studerade 1921–1923 vid Centralskolan för konstflit (kvällslinjen) och vid Finska Konstföreningens ritskola 1924–1927 samt 1934. Sin debututställning hade han 1928.
Inspirerad av Alfred William Finch utvecklade Ahtaja närmast en impressionistisk stil i sina stadsvyer och parklandskap. Från och med slutet av 1950-talet målade han bland annat idylliska småstadsbilder från Lovisa och hämtade mot slutet av sitt liv även motiv från Medelhavsländerna, vid sidan av insjölandskap från Ruovesi.
Han var 1940–1952 lärare vid Konstindustriella läroverket. År 1962 erhöll han Pro Finlandia-medaljen.